# کاتا ته جیمه
کاتا ته جیمه (به ژاپنی: 片手絞)-(به انگلیسی: Kata te jime) یکی از فنون و تکنیک‌های دستهٔ کاتامه-وازا رشتهٔ ورزشی جودو است که در زیردستهٔ شیمه-وازا دسته‌بندی می‌شود. هدف از این تکنیک، واردآوردن فشار و درگیرکردن گلوی حریف است.